# Gonçalves Dias
Gonçalves Dias is een gemeente in de Braziliaanse deelstaat Maranhão. De gemeente telt 16.911 inwoners (schatting 2009).
De gemeente is genoemd naar de Braziliaanse dichter Antônio Gonçalves Dias.